# AirTag
AirTag — французский стартап, который был приобретен Morpho, в то время дочерней компанией Safran, в 2015 году. Бывший провайдер мобильных покупок и платежей.

## История
Airtag была основана в 2006 году Жереми Леруа. По состоянию на конец 2012 года, инвесторы предоставили 6 миллионов евро начального капитала после второго раунда в 2011 году, когда он получил 4 миллиона евро.
В октябре 2008 года AirTag выпустила то, что она назвала первым комплектом разработки программного обеспечения (SDK) NFC. Он включал в себя считыватель NFC и четырёх меток типа NFC. В 2012 году компания запустила еще один SDK. В него входило оборудование для платежей со смартфона.
В 2009 году AirTag и ее партнер Netsize запустили Airtag Pad, терминал в магазине, где клиенты могут проверять свои баллы лояльности, спрашивать о специализированных продуктах и т. Д. Reebok наняла его для своей линии магазинов Go Sport.
Nokia C7, первый в мире смартфон с чипом NFC, смог накапливать на телефоне баллы лояльности и купоны на скидку благодаря партнерству с AirTag.
AirTag разработала приложение для смартфонов McDonald’s France GoMcDo, которое было одним из первых приложений для интеграции с Apple Passbook вскоре после первого запуска последнего с iOS 6 в 2012 году.
В 2012 году фирмой AirTag было построено мобильное приложение покупок Carrefour для ближнего поля связи (NFC). В 2013 году французская газета L’Express включила AirTag в 30 лучших французских интернет-стартапов. Той же весной AirTag запустила первый мобильный кошелек KFC для заказов и оплаты через смартфон; три месяца спустя 90 % из тех, кто установили приложение, размещали заказы через него. В конце того же года AirTag признал, что это было невыгодно.
В 2014 году в компании было 50 сотрудников, когда она запустила приложения для мобильной коммерции для Dia France и для Brioche Dorée.

## Критика
В то время как AirTag заявила, что выпустила первый NFC SDK в конце 2008 года, отраслевой журнал RFID Update сообщил, что в то время уже существовали SDK от Nokia и от Alvin Systems.